# Deuteronomos unicoloria
Deuteronomos unicoloria là một loài bướm đêm trong họ Geometridae.